# Maschi contro femmine
Maschi contro femmine è un film del 2010 diretto da Fausto Brizzi.
La pellicola è stata co-sceneggiato dallo stesso regista e da Marco Martani, uscito nelle sale cinematografiche il 27 ottobre 2010. Il 4 febbraio 2011 è uscito il sequel Femmine contro maschi che, in realtà, è uno spin-off in quanto sviluppa la storia dei personaggi secondari del primo capitolo.
Il film ha ricevuto due candidature ai Nastri d'argento: miglior commedia e migliore attrice protagonista per Paola Cortellesi.
Maschi contro femmine ha vinto il premio "Diamanti al cinema" nella categoria "Miglior regia" al Festival di Venezia 2011.

## Trama
Walter Bertocchi, allenatore di serie A di pallavolo femminile, non riesce più ad entrare in intimità con la moglie Monica a causa della sua gravidanza e successivo parto, finendo con il cedere alle continue avances del capitano della sua squadra, la banda Eva Castelli. Inoltre rischia di essere esonerato nel caso la squadra perda lo scudetto. Non essendo avvezzo ai tradimenti, i sensi di colpa e i consigli degli amici lo mettono in crisi e non riesce a troncare la relazione con Eva, la quale si è illusa di poter avere una storia stabile con lui. Quando Walter decide di confessare ad Eva la verità, lei fa scoprire tutto a Monica in una furiosa reazione. La giocatrice non si presenta alla partita finale, facendo temere a Walter l'esonero come allenatore. La ragazza è in realtà andata a confidare tutto a Monica riguardo a quando e come si è innamorata di Walter: molti anni addietro, adolescente, era rimasta involontariamente incinta, abbandonata e infine ha perso il bambino. Walter è stato l'unico a restarle vicino. Monica capisce tutto e perdona il marito; Eva arriva alla partita e farà vincere la squadra, decidendosi a lasciare Walter ed essere trasferita.
Diego, maschilista e playboy incallito, fiero della sua collezione di tanga delle sue numerose amanti, provenienti da tutti gli stati del mondo, è in conflitto con la vicina di casa Chiara, infermiera, femminista ed ambientalista convinta. Un rifiuto di Chiara ad una sua avance, avvenuta a causa di circostanze tragicomiche, lo getta in una situazione di impotenza sessuale, dalla quale potrà uscire, secondo il parere di uno psicologo, solo andando a letto con la stessa Chiara. Diego seguirà Chiara fino al Polo Sud, dove la donna si è recata per una missione contro i cacciatori di balene, sperando di far colpo su di lei e sbloccarsi. Impedendo ad una baleniera giapponese di uccidere un cetaceo, Diego inizia a sentirsi realizzato e ad apprezzare tutto ciò in cui crede Chiara, smettendo di considerarla una sorta di hippy frigida. Diego confessa a Chiara di considerarla un'ottima persona e la ringrazia per la bellissima esperienza: Chiara lo bacia e i due finiscono a letto insieme e qui Diego le dice di amarla. Giorni dopo, però, Chiara sente solo metà di una conversazione tra Diego e lo psicologo, venendo a scoprire le prime intenzioni dell'uomo, ma non sentendo la parte migliore, ossia ciò in cui si è evoluto. Chiara lo lascia: Diego contatta Ivan, un collega ambientalista di Chiara, riuscendo a ritrovarla e a farle capire di amarla seriamente.
Ivan, Andrea e Marta sono amici e coinquilini da anni: gli ultimi due si invaghiscono della stessa ragazza, Francesca, di orientamento bisessuale e che cerca "un po' di leggerezza", fino a sfidarsi per la sua conquista durante una vacanza in Corsica (proposta da Francesca per decidere tra i due), fatta di dispetti e colpi bassi reciproci. Nonostante sia Andrea ad avere la meglio in questa singolare rivalità, lui preferisce l’amicizia di Marta, lasciando Francesca.
Nicoletta, in crisi di mezz'età e in divorzio col marito Vittorio, il presidente della squadra di pallavolo e superiore di Walter, lo trova in atteggiamenti intimi con una ragazza giovane: dopo averlo malmenato, è improvvisamente scoraggiata dal non sentirsi più attraente, così, su suggerimento della collega Paola, si rivolge all'ex marito di quest'ultima, Marcello, per effettuare un intervento di chirurgia plastica. Grazie al suo timido collega vedovo Renato, che la corteggia maldestramente da molti anni, arriverà a corrispondere il suo sentimento e riuscirà ad accettarsi così com'è.

## Produzione
Le riprese del film sono iniziate il 22 febbraio 2010 e sono proseguite per 19 settimane tra Torino, Novara, Livorno, Vado Ligure e Ancona.

## Colonna sonora
La colonna sonora del film, dal titolo omonimo, è stata composta e interpretata da Francesco Baccini, nonché inserita nel suo album Ci devi fare un goal. A questa canzone è stato abbinato un video ispirato alla pallavolo, al quale partecipano alcuni campioni storici del volley maschile, tra cui Andrea Zorzi, Andrea Lucchetta, Andrea Giani, Paolo Tofoli e Luca Cantagalli, Lorenzo Bernardi e Andrea Anastasi, insieme ad alcune rappresentanti della nazionale femminile dello stesso anno, tra cui Maurizia Cacciatori, Paola Paggi, Consuelo Mangifesta, Carmen Țurlea e Simona Gioli: con loro anche Giorgia Würth, presente nel film nel ruolo del capitano di una squadra.
La canzone del trailer è Hey, Soul Sister dei Train, presente anche nel film. Inoltre nell'ultima parte del film è presente anche il brano Music is Throught di Jamie Cullum.

## Accoglienza

### Incassi
Il film ha complessivamente incassato € 13 612 000.

## Riconoscimenti
- 2011 - Nastro d'argento
  - Premio Guglielmo Biraghi a Chiara Francini
  - Candidatura Miglior commedia a Fausto Brizzi
  - Candidatura Migliore attrice protagonista a Paola Cortellesi
- 2011 - Festival di Venezia
  - Premio Diamanti alla miglior regia a Fausto Brizzi
- 2011 - Kineo Awards
  - Miglior regia a Fausto Brizzi

## Sequel
Il 4 febbraio 2011 è uscito nelle sale cinematografiche il sequel del film, Femmine contro maschi che sviluppa le storie dei personaggi secondari del primo film.

## Cameo
- Nel film interpretano piccoli ruoli alcuni dei protagonisti del sequel (Claudio Bisio, Emilio Solfrizzi, Luciana Littizzetto e Nancy Brilli), interpretando gli stessi personaggi. Nel sequel appariranno dei cameo dei protagonisti del primo film.
- Nel film interpretano se stesse alcune pallavoliste, tra le quali le giocatrici del Volley Bergamo, come Francesca Piccinini, inquadrate durante la scena di una partita di campionato contro la Asystel Volley Novara. La finale scudetto, nella finzione scenica, è tra Scavolini Pesaro e la stessa Asystel Volley. Inoltre anche l'ex giocatrice Maurizia Cacciatori interpreta un piccolo cameo (parlante nel ruolo di una commentatrice TV).

## Curiosità
Durante la scena finale si può notare che la muta di Chiara è tagliata sui polsi. Ciò è dovuto al fatto che durante le riprese, svolte in una piscina a Torino, l'istruttore subacqueo Antonino Dolce ha rimediato all'inconveniente della muta troppo stretta per Paola Cortellesi tagliandola.